# Eve Harlow
Eve Harlow (Moscú, 20 de junio de 1989) es una actriz canadiense-rusa-israelí. Es conocida por sus papeles en televisión, incluido el de Maya en la serie de la cadena CW The 100 (2014-2015), el de Taylor en la miniserie de NBC Heroes Reborn (2015) y el de Tess en la serie de ABC Agents of SHIELD (2017-2018). Ganó un premio Leo y recibió una nominación al premio Gemini por su interpretación de Tina Renwald en The Guard (2008-2009).

## Infancia
Harlow nació en Moscú, RSFS de Rusia, Unión Soviética, en una familia de ascendencia judía, mongola y del Medio Oriente. Cuando era un bebé de tres meses, su familia emigró con Harlow a Israel. Siete años más tarde se mudaron a Vancouver (Canadá).

## Carrera
En 2007 Harlow comenzó a interpretar pequeños papeles en varios cortometrajes, largometrajes y series de televisión. Su primer papel fue una pequeña parte en la película ganadora del Premio Óscar Juno (2007). En 2008, Harlow interpretó a Tina Renwald en la serie de televisión canadiense The Guard. Por este papel, Harlow ganó un premio Leo a la mejor interpretación secundaria de una mujer en una serie dramática en 2009 y fue nominada para un premio Gemini en 2010. Después de esto, continuó trabajando de manera constante en la pantalla, apareciendo en películas, como The Tall Man (2012), y series de televisión, incluyendo Flashpoint (2011), Cracked (2013), entre otras. En 2012 interpretó un papel principal en el cortometraje When You Sleep, dirigido por Ashley McKenzie, que ganó varios premios y se proyectó en festivales de cine de todo el mundo, sobre todo en el Festival de Cine de Cannes.
En 2014 Harlow interpretó papeles invitados en varios programas de televisión, incluidos Fargo, Bitten, The Killing y Lost Girl. Ese año, también fue elegida como Maya Vie en la segunda temporada del programa The 100 de The CW. En 2015, Harlow interpretó a Taylor Kravid en la miniserie de NBC Heroes Reborn, basada en la serie original,  y también apareció en la serie UnREAL de Lifetime como Bethany, la compañera de cuarto del personaje principal Rachel Goldberg, interpretada por Shiri Appleby. En 2017, Harlow interpretó a Tess, un personaje recurrente en la quinta temporada de Agents of SHIELD,  y como Melody en el piloto del próximo drama legal The Jury. En 2023, Harlow interpretó a Ellen, una asesina despiadada, en la serie de Netflix The Night Agent.

## Filmografía

### Película
| Año  | Título                   | Rol        | Notas |
| ---- | ------------------------ | ---------- | ----- |
| 2007 | Juno                     | Tough Girl |       |
| 2008 | Sheltered Life           | Kendra     |       |
| 2008 | Run Rabbit Run           | Nina       |       |
| 2009 | 2012                     | Cajera     |       |
| 2009 | Jennifer's Body          | Cloe       |       |
| 2012 | El hombre de las sombras | Christine  |       |
| 2015 | Lost After Dark          | Marilyn    |       |
| 2015 | We're Still Together     | Claire     |       |
| 2018 | Familia al instante      | Brenda     |       |
| 2019 | The Tomorrow Man         | Tina       |       |
| 2021 | Trigger Point            | Mónica     |       |

### Televisión
| Año             | Título                         | Rol                    | Notas                                                              |
| --------------- | ------------------------------ | ---------------------- | ------------------------------------------------------------------ |
| 2007            | My Name Is Sarah               | Lola                   | Film de televisión                                                 |
| 2007            | Kyle XY                        | Customer #2            | Episodio: "House of Cards"                                         |
| 2008            | La amenaza de Andrómeda        | Leila                  | Miniseries, 2 episodios                                            |
| 2008–2009       | The Guard                      | Tina Renwald           | Rol recurrente; 12 episodios                                       |
| 2009            | Living Out Loud                | Jenny Skinner          | Film de televisión                                                 |
| 2009            | The Farm                       | Coco Medina            | Film de televisión                                                 |
| 2010            | Fringe                         | Cajera                 | 2 episodios (1 no acreditada)                                      |
| 2010            | Caprica                        | Byun                   | Episodio: "There Is Another Sky"                                   |
| 2010            | Shattered                      | Simone                 | Episodio: "Sound of a Strap"                                       |
| 2011            | R.L. Stine's The Haunting Hour | Nicole                 | Episodio: "The Red Dress"                                          |
| 2011            | Flashpoint                     | Phillipa "Pippi" Durst | Episodio: "Good Cop"                                               |
| 2012            | Christmas Rescue               | Monica                 | Film de televisión                                                 |
| 2013            | Cracked                        | Renee Peters           | Episodio: "Voices"                                                 |
| 2014            | Lost Girl                      | Sister Epona           | Episodio: "Origin"                                                 |
| 2014            | Bitten                         | Amber                  | Rol recurrente (temporada 1), 3 episodios                          |
| 2014            | Fargo                          | Young Helena           | Episodio: "Eating the Blame"                                       |
| 2014            | The Killing                    | Kat Nelson             | Rol recurrente (temporada 4), 3 episodios                          |
| 2014–2015, 2019 | The 100                        | Maya Vie               | Rol recurrente (temporada 2); invitada (temporada 6); 13 episodios |
| 2015            | UnREAL                         | Bethany                | Episodio: "Relapse"                                                |
| 2015–2016       | Heroes Reborn                  | Taylor Kravid          | Rol recurrente, 9 episodios                                        |
| 2016            | 12 Monkeys                     | Vanessa                | Episodio: "Hyena"                                                  |
| 2016            | Ray Donovan                    | Julia Swanbeck         | Episodio: "The Texan"                                              |
| 2017            | Rogue                          | Sadie Newsom           | Rol recurrente (temporada 4), 5 episodios                          |
| 2017–2018       | Agents of S.H.I.E.L.D.         | Tess                   | Rol recurrente (temporada 5), 5 episodios                          |
| 2018            | SEAL Team                      | Jamie                  | Episodio: "Say Again Your Last"                                    |
| 2019–2020       | The Rookie                     | Bianca Windle          | Episodio: "Tough Love", "Control"                                  |
| 2019            | NCIS: Los Angeles              | Katie Miller           | Episodio: "The One That Got Away"                                  |
| 2020            | neXt                           | Gina                   | Rol principal                                                      |
| 2021            | Queen of the South             | Samara Volkova         | Episodio: "A Prueba de Balas", "El Final"                          |
| 2021            | Titans                         | Molly Jensen           | Rol recurrente (temporada 3)                                       |
| 2022            | Star Trek: Discovery           | Moll                   | Temporada 5                                                        |
| 2023            | The Night Agent                | Ellen                  | Rol principal                                                      |
| 2024            | The Edge of Sleep              | Linda                  | Rol principal                                                      |
| 2025            | Watson                         | Ingrid Derian          | Rol principal                                                      |